# 日本の競馬の競走体系
日本の競馬の競走体系とは、日本の競馬における競馬の競走を年齢別、性別、距離別、走路別などのカテゴリで分けた体系のことである。

## 概要
競馬の競走で勝利を収めた競走馬は、さらに上のステップを目指し次の競走に出走するが、競走馬によって力を発揮する距離や走路が異なるほか、年齢によって出走できる競走が競馬番組で定められている。そのため、毎年同じようなローテーション（競走の順序）で出走する競走馬は多い。
実際の競馬の競走においては、強い馬は強い馬同士の競走が行われるのと同様に、弱い馬は弱い馬同士での競走が行われるため、一度の敗北によって切り捨てられるわけではない。ただし、弱い馬同士の競走を実施する場合には、競走条件による制限が行われる。また、度重なる敗北によって賞金が稼げない場合や、故障・加齢による衰えなどにより競走に適さなくなった時には、競走馬は調教師や馬主の判断によって、競走条件に関係なく引退を余儀なくされることとなるが、中央競馬所属馬が自己条件の競走で勝負にならなくても平地競走から障害競走への転向や地方競馬への転属、また地方競馬所属馬が他地区の地方競馬に転属することにより活路を見出す例もある。また、中央競馬では競走の出走資格に年齢の上限は無い（後述の通り、下限は定められている）が、地方競馬においては主催者によって所属馬の所属資格に年齢の上限を定めている場合があり、年齢の上限に達した場合にそのまま引退させるか年齢制限の緩い他地区の地方競馬に転属させるという選択肢がある。
日本では、競走馬のクラス編成や出馬投票のあった馬のうちのレース出走の優先順位は、原則的にその競走馬が稼いだ賞金に基づいて計算された値、「収得賞金」（地方競馬では「番組賞金」とも）で決定する。中央競馬と、地方競馬では算出方法が異なっており収得した総賞金額とは異なってくる。なお、レース出走の優先順位を賞金に基づいて計算する方法は日本のみで行われており、日本以外の国の競馬ではレーティングなどが用いられる。中央競馬では長きにわたり、ファン投票により出走馬を選定するグランプリ競走（宝塚記念・有馬記念）を除くとトライアル競走で得られる優先出走権を保持していない競走馬に対して過去の収得賞金のみを基準として出走馬の優先順を決定していたが、2015年現在、中央競馬の古馬のオープン競走においてはレーティング上位5頭に優先出走権を与えたり収得賞金に関しては直近の収得賞金に重きを置いた計算式を使って出走順位が決定されるようになっている。
日本の競馬は中央競馬、地方競馬に区分され、人馬の交流も限られていたことから競走体系も別々の競走体系となっていた。1995年より中央地方指定交流競走が大幅に増加し、ダートについては年間通じて中央競馬、地方競馬を区別せずにローテーションを組めるようになったことから2つを分けずに述べられることも多い。芝の競走に関しては、中央競馬のほかに盛岡競馬場にしかなく盛岡競馬場の芝の競走で中央馬のオープン級の競走馬が出走できる競走がないため、中央競馬、地方競馬を区別せずに論じることは少ない。ネイティヴハートやコスモバルクのように、地方馬でありながら中央競馬の芝の競走体系を元にしたローテーションを組んで出走する例はある。
また、競走体系を論じる際は最上級であるオープン級の競走のみを論じることが多く、中級以下の条件戦クラスともなると、開催ごとに同じような距離で行われることが多いため、競走体系を論じることは少ない。
なお、帯広競馬場で行われるばんえい競馬の競走体系は上記と異なる個所もあるため、必要に応じて概要のみ記述する。

### 年齢による体系
競走馬は、平地競走では2歳になると競走に出走することになる。2歳から3歳にかけては気性面が幼く年齢差が成績に大きな影響を与えるため、年齢による区別が行われる。3歳になると各主催者ごとにクラシックと呼ばれる一生に一度しか出走できない大舞台が用意されていることが多く、3歳馬の多くがクラシックを目指して脚を競うことになる。
3歳の夏を過ぎたあたりからは年齢による能力面への影響が少なくなるため、負担重量による調整のみで上の年齢の競走馬（古馬と呼ばれる）と脚を競う。
中央競馬をはじめとする多くの主催者においては、先述の通り、3歳の夏頃までは同じ馬齢同士の競走馬のみで競うのが原則となっているが、一部を除く大半の地方競馬場においては、2歳馬あるいは3歳馬であっても一定の獲得賞金に達した時点で「古馬」の格付けがなされ、2歳馬にもかかわらず古馬と同じ競走に出走するケースもみられる。ただし、2歳重賞や3歳重賞が充実している主催者においては、馬齢限定戦のみでローテーションが組めるため、古馬の格付けになったとしても、古馬と一緒に走るケースは少ない。
ばんえい競馬では2歳限定・3歳限定・3歳以上（古馬）のクラスと並行して、4歳馬限定や3・4歳馬限定の競走も行われている。これは5歳以上の馬に比べ、3・4歳馬は高重量戦の経験が浅く能力的に劣るとされているため。

### 性別による体系
牝馬は牡馬に比べて能力面で劣るとされ、同一の馬齢・戦績である牡馬に比べ負担重量（ばんえい競馬では「ばんえい重量」）が軽減されるほか、牝馬限定の競走を設けている主催者も多い。
牝馬限定の競走が多ければ、牝馬限定の競走のみで年間通じて戦うことも可能である。また多くのクラシックの模範となったイギリスのクラシックでは1000ギニーとオークスの2競走が牝馬限定であったことから、各主催者ごとに1000ギニーとオークスに該当する競走が設けられていることが多い。

### 走路別による体系
主に競馬で使われている走路としては芝とダート（他にオールウェザーなど）があり芝のみを得意とする馬、ダートのみを得意とする馬、もしくは両方とも特に差なく走る馬など競走馬ごとに得意な走路が異なる。ヨーロッパの競馬ではほぼ芝走路のみであり、アメリカの競馬はダートを中心としたものである。中央競馬では長い間、ヨーロッパの競馬が模範とされてきたこともあり芝での競馬が中心ではあったが近年はダートの競走も拡充されてきており、年間通じて芝の競走、ダートの競走のみに出走しつづける馬も多数いる。
ばんえい競馬は砂を使用したコースであるが、一般的には「ばんえい走路」と呼称される。

### 距離別による体系
競走馬がもっとも力を発揮する距離はそれぞれの競走馬ごとに異なる。1200mを中心としたスプリント、1600mを中心としたマイル、2000mを中心とした中距離（インターミディエイト）、2400mを中心とした中長距離（クラシックディスタンス）、3000mを超える長距離（ロングディスタンス）などの区分に分けられることが多い。それぞれの英語の頭文字をとってSMILEと呼ばれる。近年ではマイル、スプリントの拡充がなされていて、3000m以上のレースは全世界的に衰退傾向にある。
ばんえい競馬はすべての競走が同じ距離（200m）で行われるため、距離別の体系が存在しない。
2025年現在、中央競馬で行われている距離は下記のとおり。太字は重賞競走が行われている距離（代替競馬による距離変更の例は除く）を表している。

#### 平地競走
競馬場によっては、下記の距離外にも施行可能な距離が設定されている。
| 距離  | 競馬場                                                     |
| ----- | ---------------------------------------------------------- |
| 1000m | 札幌、函館、福島、新潟（直線コース）、小倉                 |
| 1200m | 札幌、函館、福島、新潟、中山、中京、京都、阪神、小倉       |
| 1300m | 中京                                                       |
| 1400m | 新潟、東京、中京、京都、阪神                               |
| 1500m | 札幌                                                       |
| 1600m | 新潟、東京、中山、中京、京都、阪神                         |
| 1700m | 函館、福島、小倉                                           |
| 1800m | 札幌、函館、福島、新潟、東京、中山、京都、阪神、小倉       |
| 2000m | 札幌、函館、福島、新潟、東京、中山、中京、京都、阪神、小倉 |
| 2200m | 新潟、中山、中京、京都、阪神                               |
| 2300m | 東京                                                       |
| 2400m | 新潟、東京、京都、阪神                                     |
| 2500m | 東京、中山                                                 |
| 2600m | 札幌、函館、福島、中山、阪神、小倉                         |
| 3000m | 中京、京都、阪神                                           |
| 3200m | 中山、京都、阪神                                           |
| 3400m | 東京                                                       |
| 3600m | 中山                                                       |

| 距離  | 競馬場                             |
| ----- | ---------------------------------- |
| 1000m | 札幌、函館、福島、小倉             |
| 1150m | 福島★                              |
| 1200m | 新潟★、中山★、中京、京都、阪神     |
| 1300m | 東京                               |
| 1400m | 東京、中京★、京都★、阪神★          |
| 1600m | 東京★                              |
| 1700m | 札幌、函館、福島、新潟、小倉       |
| 1800m | 新潟、中山、中京、京都、阪神       |
| 1900m | 中京、京都                         |
| 2000m | 阪神★                              |
| 2100m | 東京                               |
| 2400m | 札幌、函館、福島、東京、中山、小倉 |
| 2500m | 中山、中京、新潟                   |

★は、スタート地点付近が芝コースとなっているもの。

#### 障害競走
障害競走はその特性上、スタート地点を設定できる場所に制約が多く、競馬場や競走によってゴール地点が芝コース、ダートコースに分かれるため、平地競走よりも細かい距離設定が多い。
- 芝→直線ダート2700m（中山）
- 芝2710m（中山）
- 芝2750m（福島）
- 芝2770m（福島）
- 芝2800m（福島）
- 芝2850m（新潟）
- 芝2860m（小倉）
- 芝→直線ダート2880m（中山）
- 芝2890m（新潟）
- 芝→直線ダート2910m（京都）
- 芝→直線ダート2930m（京都）
- 芝→直線ダート2970m（阪神）
- 芝3000m（中京、阪神）
- 芝→直線ダート3000m（東京）
- 芝3030m（中山）
- 芝→直線ダート3100m（東京）
- 芝3110m（東京）
- 芝→直線ダート3110m（阪神）
- 芝3140m（阪神）
- 芝3170m（京都）
- 芝→直線ダート3170m（京都）
- 芝3180m（京都）
- 芝3190m（京都）
- 芝→直線ダート3190m（京都）
- 芝3200m（京都）
- 芝→直線ダート3200m（中山）
- 芝3210m（中山）
- 芝3250m（新潟）
- 芝3290m（新潟）
- 芝→直線ダート3300m（東京）
- 芝3300m（東京、中京）
- 芝3330m（中京）
- 芝3350m（福島、中山）
- 芝3370m（中山）
- 芝3380m（福島）
- 芝3390m（小倉）
- 芝3410m（福島）
- 芝→直線ダート3550m（中山）
- 芝3570m（中山）
- 芝3600m（中京）
- 芝→直線ダート3760m（京都）
- 芝→直線ダート3790m（京都）
- 芝3800m（阪神）
- 芝3900m（中京、阪神）
- 芝3930m（京都）
- 芝3940m（中京）
- 芝3950m（京都）
- 芝4100m（中山）
- 芝4250m（中山）
- 芝4260m（中山）

### 重量別による体系
ばんえい競馬で採用している競走体系で、格付が上がるにつれてばんえい重量（そりに積載する荷物の重量）が増加するシステムとなっている。普通競走では各クラスごとにそれぞれ基礎重量が設定されており、収得賞金などの別定条件を加味して加減を行っている。特別・重賞競走では各競走ごとに基礎重量が設定される。なお、騎手の重量は全ての競走で一律に設定されており、女性騎手や見習騎手はばんえい重量を減量する。

## 中央競馬
中央競馬では収得賞金によって競走条件の区分が行われている。また、平地競走と障害競走で異なる区分で行われている。

### 競走条件区分

#### 平地競走
JRAの平地競走は競走馬の出走歴と収得賞金の額によって下記のように競走条件が区分される。
- 新馬戦…過去に1度も競走に出走がしたことがない競走馬のみが出走できる（かつては同一開催であれば複数回出走可能であった→後述）。
- 未勝利戦…収得賞金が0円の競走馬のみが出走できる（勝利がなくても収得賞金が加算される場合が例外的に存在する[* 1]）。
- 1勝クラス（500万円以下）
- 2勝クラス（1,000万円以下）
- 3勝クラス（1,600万円以下）
- オープン

「-勝クラス（-万円以下）」という競走条件は、前に述べた収得賞金額で指定された金額以下の馬にしか出走する権利が与えられない（全ての1勝馬が1勝クラスに出走できるわけではない）。このことから「-勝クラス（-万円以下）」の競走を条件戦と呼ぶ。条件戦に出走できる競走馬を条件馬と呼ぶ。一方オープンの競走にしか出走できない競走馬はオープン馬と呼ばれる。また「3勝クラス（1,600万円以下）」の競走はオープンの一歩手前であることから準オープンと呼ばれる場合がある。
競走馬が2歳になった年の6月（夏季編成初日）から出走できる。2歳-3歳の春季開催（5月）までは同じ年齢同士の馬が走るが、3歳の夏季開催（6月）以降になると、未勝利馬を除く3歳馬は4歳以上の馬（古馬）に混じって出走する。実際には開催時期によって下記に記した競走が行われている。
○：設定あり　×：設定なし　△：一部のみ設定　■：廃止
| 年齢条件 | 競走条件                    | 春季開催 | 夏季開催 | 秋季開催 |
| -------- | --------------------------- | -------- | -------- | -------- |
| 2歳      | 新馬                        | ×        | ○        | ○        |
| 2歳      | 未勝利                      | ×        | ○        | ○        |
| 2歳      | 1勝クラス （500万円以下）   | ×        | ■        | △        |
| 2歳      | オープン                    | ×        | ○        | ○        |
| 3歳      | 新馬                        | △        | ×        | ×        |
| 3歳      | 未勝利                      | ○        | ○        | ■        |
| 3歳      | 1勝クラス （500万円以下）   | ○        | ×        | ×        |
| 3歳      | 2勝クラス （1,000万円以下） | ■        | ×        | ×        |
| 3歳      | オープン                    | ○        | △        | △        |
| 3歳以上  | 1勝クラス （500万円以下）   | ×        | ○        | ○        |
| 3歳以上  | 2勝クラス （1,000万円以下） | ×        | ○        | ○        |
| 3歳以上  | 3勝クラス （1,600万円以下） | ×        | ○        | ○        |
| 3歳以上  | オープン                    | ■        | ○        | ○        |
| 4歳以上  | 1勝クラス （500万円以下）   | ○        | ×        | ×        |
| 4歳以上  | 2勝クラス （1,000万円以下） | ○        | ×        | ×        |
| 4歳以上  | 3勝クラス （1,600万円以下） | ○        | ×        | ×        |
| 4歳以上  | オープン                    | ○        | ×        | ×        |

1. ↑  理論的には、後述する収得賞金が0円で出走可能な夏季施行の2歳重賞競走や春季開催の3歳G1競走のトライアル競走に出走し2着に入着すれば、勝利がなくても収得賞金が加算される。
2. 1 2  かつてはオープンクラスのみ6月の東京・中京開催から、それ以外のクラスについては第3場開催が北海道開催となる6月下旬（同時期に行われている阪神・福島開催はオープンクラスのみ合流）およびメイン開催が新潟や小倉となる7月上旬（いわゆる夏のローカル開催）から2歳新馬戦や3歳馬と古馬との合流が行われていたが、2012年以降5月最終日曜の東京優駿（日本ダービー）の翌週の6月第1日曜の東京・阪神開催からに繰り上げられた。
3. ↑  夏季の2歳500万円以下はホッカイドウ競馬への配慮のために設けられた札幌開催での数競走のみ。2011年で廃止となった。
4. ↑  秋季の2歳500万円以下は9月（4回中山・4回阪神）以降に設けられる。
5. ↑  2020年より、3歳新馬戦は2月（1回東京・1回阪神）まで。2回中山・2回小倉では新馬戦は実施しない。
6. ↑  2018年まで、秋季の3歳未勝利戦は出走馬を制限した未勝利戦（後述）が9月（4回中山・4回阪神）のみ行われていた。
7. ↑  3歳1,000万円以下は、5月から6月中旬に数競走のみ。2011年で廃止となった。
8. 1 2  夏季の3歳オープンはラジオNIKKEI賞、レパードステークスの2レース。秋季は秋華賞、菊花賞とそのトライアル競走のみ。
9. 1 2  2011年まではオープンに限り5月（3回東京・2回中京）に「4歳以上」から「3歳以上」に切り替わっていた。

3歳10月（福島開催）の未勝利戦は一時期廃止されていたが、2005年および2006年は「出走回数が5回以下」もしくは「前走が中央競馬の平地競走で3着以内」の条件を満たした競走馬が1回だけ出走できる競走が行われた。2007年より10月の福島開催での未勝利戦は廃止され、9月の中山・阪神開催までとなり、2008年からは中央競馬の平地競走での着順条件が3着から5着へと緩和された。この未勝利戦を特に「スーパー未勝利戦」ということもある。2019年より秋季競馬における出走状況を改善するため、3歳秋季の未勝利戦は廃止し、夏のローカルシリーズ（新潟・小倉・9月開催分を除く北海道開催）で終了する事となった。それ以前の未勝利戦の実施状況は、2000年までは11月中旬の福島開催終了まで行われており、2001年・2002年・2005年・2006年については秋の福島開催のうち、10月いっぱいまで行われていた。主場については2019年にスーパー未勝利戦が廃止されるまで9月の中山・阪神開催まで行われていた。
1勝クラス（500万円以下）と2勝クラス（1,000万円以下）の競走には一般競走と特別競走の2つが施行されている。特別競走は一般競走と比べて1着賞金が約40%高くなっている。3勝クラス（1,600万円以下）、オープンの競走については原則は特別競走のみが施行されるが番組編成後に除外馬が多数出るような状況など出走頭数が予定よりも多くなりそうな場合は番組を変更することがあり、この際は3勝クラス（1,600万円以下）、オープンの一般競走を新たに編成し下級条件の一般競走が削られることがある。
2勝クラス（1,000万円以下）の競走に出走できる競走馬が3勝クラス（1,600万円以下）の競走に出走するなど、現在出走できる最も下の競走区分よりも上の競走に出走する「格上挑戦」も可能である。但し出走を希望する馬が最大出走頭数（フルゲート）を超えた場合は「格上挑戦」の馬は除外される。このような「格上挑戦」は3歳クラシックのトライアル競走や下級条件では競走数が少ない長距離の競走、ハンデキャップ競走やローカル重賞や牝馬限定重賞で行われることが多い。
現在出走できる最も下の競走区分よりも下の競走への「格下挑戦」は認められていないが、1988年までは同一開催であれば、一般競走で勝利してクラスが上がっても規定負担重量に2キロ増量で上がる前のクラスの特別競走への出走が可能であった（「勝ち得戦」と言われた）。
3歳11月以降の未出走・未勝利馬は中央10場のうち東京・中山・京都・阪神の4場で施行される競走には出走できない。これは代替開催によって東京・中山・京都・阪神4場の開催が他の競馬場に振り替えられた場合も適用される。逆に中京・小倉・新潟・福島・札幌・函館の6場から東京・中山・京都・阪神の4場に振り替えられた場合は適用されない。ただし、この制度は2023年度をもって廃止され、2024年度からはより円滑な出走を促すため、3歳未勝利戦終了後も、主要4競馬場への出走制限を解除させる。
重賞競走ならびに3歳以降の3勝クラス（1,600万円以下）とオープンの競走区分の競走には収得賞金が0円の競走馬は出走できない。ただし、春季開催の3歳G1競走（NHKマイルカップを含む）のトライアル競走は出走可能である。また2013年以降は夏季施行の2歳重賞競走（函館2歳ステークス・新潟2歳ステークス・札幌2歳ステークス・小倉2歳ステークス（2025年からは中京2歳ステークス））においても収得賞金が0円の競走馬が出走可能になっている。近年の例では、2018年3月4日に行われた弥生賞（G2）においては、当競走が初出走（デビュー戦のため、新馬戦も下級条件戦も未経験）のヘヴィータンク（父：クロフネ）が登場した。

##### 降級
2019年春季までは4歳馬が夏季開催を迎えると、収得賞金額が半額となるため、それまで上位の競走区分にしか出走できなかった4歳馬が、1つないし2つ下の競走区分に出走できた。これを降級と呼び、その対象馬を降級馬と呼ぶ。通常、降級馬は能力が高いので、夏季開催においては降級馬の好走事例が多数見受けられた。
その後、2019年の夏季開催より4歳馬における収得賞金の半額が廃止された。これにより降級制度が廃止され、各クラスに応じた実力の拮抗した興趣溢れる競走や高条件競走の増加により、レベルが高い競走をより多く提供できるようになり、勝利度数に基づいた分かりやすい「クラス分け」となる。また、呼称も500万円以下が1勝クラス、1,000万円以下が2勝クラス、1,600万円以下が3勝クラスにそれぞれ変更されることになった。
1987年の夏季開催までは降級は2回設定されていた。例えば今の1勝クラスなら旧馬齢表記で4歳400万円下・5歳800万円下・6歳以上1,200万円下というクラス区分であった。1971 - 1975年当時は賞金額の高騰も著しく、200万円下→300万円下→400万円下というように最下級条件クラスの基準額が膨らんでいた。また通常3勝（重賞を含まない）でも700万円下と800万円下が存在していた。主に新馬戦勝利の3勝と未勝利戦勝利の3勝の違いで、このような横滑り的なクラス分けが存在していたのである。

#### 障害競走
障害競走も基本的なシステムは平地競走の場合と同様となっているが、障害競走の場合は平地競走に比べ出走する馬の頭数自体が少ないため競走条件は「未勝利」と「オープン」の2段階となっている。3歳馬が出走可能になるのが夏以降であるため新馬戦・未出走戦は存在しないほか、年齢による降級制度もない。
障害競走の収得賞金は障害競走の戦績のみで算出される。また現在は平地競走の収得賞金は平地競走の戦績のみで算出され、平地と障害の収得賞金は完全に分離されている。2000年以前、平地競走の収得賞金には障害競走の収得賞金が加算されていた。詳しくは歴史の項を参照。

#### 競走条件区分にまつわる歴史
- 古馬1800万円以下の廃止

1983年まで古馬1300万円以下（今の3勝クラス）の上に古馬1800万円以下が存在したが、1984年に廃止された。
- 平場オープンの廃止

1983年まで平場オープンが行われていたが、売上が見込めないという理由で1984年に廃止された。なお、障害競走では今でも平場オープンは存在する。
- 勝抜制および勝ち得戦の廃止

1988年まではレースに勝って同じクラスに留まる馬（いわゆる「勝って同条件」）は、同一開催回次の開催に限り、同条件の特別しか出走できず、特別を勝って昇級した馬は、同一開催回次の開催に限り、昇級後のクラスでは特別しか出走できなかったが、この制度は1989年に廃止された。勝抜制を廃止したため、以後の条件クラスのレースは全て別定戦（詳しくは「2006年春季開催までの収得賞金の計算方法」の項目参照）で行われることとなった。また、平場勝ちして昇級した馬が同一開催回次の開催に限り、昇級前のクラスの特別戦に2kg増で出走できる「勝ち得戦」があったが、これも1989年に廃止された。
- アングロアラブ競走の廃止

1995年までアングロアラブ競走が行われていたが、中央競馬の馬主会がアングロアラブの抽選馬の引き受けを拒否したためアングロアラブ競走は1995年末で廃止された。
- 障害400万円以下の廃止

障害競走では未勝利戦とオープンのほかに400万円以下という競走条件の競走が存在したが1999年に障害改革においてオープンの出走馬を増やし、活性化を行う目的で400万円以下は廃止された。
- 降級時期の統一化

2001年夏季開催までは6月の北海道シリーズ（平年の第1回函館もしくは札幌開催）のみ先に降級を適用し、それ以外の開催については7月の第2回新潟開催・第2回小倉開催で降級を適用する運用になっており、開催場によって降級時期が違っていたが、2002年夏季開催以後は6月の北海道シリーズ・第2回福島開催・第3回阪神開催で降級時期が統一された。
- 未出走戦の廃止

従前は3歳新馬戦終了後に未出走戦が行われていた。未出走戦は出走資格は新馬と同様であるが、賞金は未勝利と同額（新馬戦は未勝利戦よりも賞金額が多い）という競走であった。2002年より2歳新馬戦の開始が早まったことにより、2003年の春季開催より未出走戦は廃止された。
- 新馬戦の一発勝負化

以前は新馬戦で敗れた競走馬は同じ開催であれば新馬戦に何回でも挑戦できた。いわゆる、通常の「勝ち抜け制」に「負け残り制」を加えたものである。したがって開催の後半になると未出走の馬と既に1回以上出走した馬が混在するようになるため、新馬戦に出走できる回数を増やすために開催の前半に出走するように調教を施したり開催の後半に出走体勢が整った競走馬が出走を控えたりした。その結果、開催1週目と最終週の競走に出走馬が殺到するなど番組編成にも支障をきたすなどの影響もあった。2003年の夏季開催より新馬戦の出走は1回のみに限定された。また2019年から秋季開催における3歳未勝利戦（いわゆる、スーパー未勝利戦）が廃止された。
- 勝って同条件の廃止

2005年までは降級時期において収得賞金を半減させる方法でなく、昇級に必要な収得賞金を倍増させる方法で降級させていた関係上、勝って同条件が存在していたが、降級方法の変更に伴い2006年に廃止された。勝って同条件が廃止されたため、勝って同条件を条件とした斤量加増も廃止されたため、2006年の夏季開催より500万下～1600万下のレースはハンデ戦を除き全て別定戦から定量戦に変更された。
- 3歳1000万円以下の廃止

1984年までは年始めから存在した3歳1000万下（1984年当時は4歳800万下）は、1985年以降は5月～7月の2開催のみ、レース数にして数レースに縮小され、最終的に2011年に廃止された。

### 収得賞金（中央競馬）
中央競馬の競走条件の区分は収得賞金と呼ばれる値で行われる。収得賞金は原則的に1着賞金の半額が加算される（重賞は2着も加算。新馬戦、未勝利戦、条件戦では別に定める所定の額を加算）。また、2006年度 - 2018年度は夏競馬が始まる7月に4歳馬（初年度のみ4歳以上の馬）のそれまでの収得賞金を半減する措置が取られ、降級することもあった。先述の通り、収得賞金の計算方法は2006年夏季開催より大幅なルール変更が行われているため、2006年春季開催（6月中旬頃）以前と2006年夏季開催（6月下旬頃）以降に分けて記載する。
2000年以降、収得賞金は平地競走と障害競走で別個に計算されている。しかしそれ以前は、平地競走においては平地競走で獲得した収得賞金と障害競走で獲得した収得賞金を合算していた。
- このため制度改定以前は、平地競走で未勝利だった障害重賞馬が平地の重賞に出走しやすくなっていた。障害競走で実績のある馬が障害オープンで過剰な負担重量を背負わされるのを嫌い、競走馬の大きな目標である平地競走の天皇賞（春）（G1）やダイヤモンドステークス（G3）など平地の長距離重賞に出走する例がしばしば見られた（例：ポレール）。
- 制度改定以後は、障害での収得賞金が多くある馬でも平地での収得賞金が少なければ、平地に出走する場合は下の条件の競走から出走していくことになる。
  - 例：平地競走を未勝利のまま障害競走に転向し実績を残していたオジュウチョウサンの場合、平地のGI競走である有馬記念への出走を目標としていたが[9]、平地の収得賞金が0であった為、現行のルールでは平地の重賞競走への出走は出来ないことから、有馬記念に出走するにはオープン以下の平地競走に出走し最低でも1勝する必要があった。平地競走再転向前は障害競走で12勝を挙げていたが、再転向の初戦は500万円以下の条件戦に出走することとなり、1着となった[9]（後に1000万円以下と連勝を収め、有馬記念への出走も果たしている）。

なお、地方競馬では収得賞金は主催者ごとに計算方法が異なっており、中央競馬の収得賞金の算出方法とも異なるが、中央競馬の馬が地方競馬に出馬投票する際や地方競馬の馬が中央競馬に出馬投票する際には共通のものとして扱われる。また、JRA所属馬が地方競馬の競走や外国の競走で1着となった場合は別に定める所定の額が加算される。

#### 2006年夏季開催以降の収得賞金の計算方法
1着をとった競走の競走条件（下記参照）に応じて、以下のように収得賞金が加算される。但し、重賞競走（平地・障害とも）のみ2着馬にも収得賞金が加算される。先述の通り、平地競走と障害競走の収得賞金は別個に計算する。

##### 平地競走

###### 中央競馬
| 競走条件                   | 競走条件                   | 競走条件                   | 収得賞金額                          | 収得賞金額                          | 収得賞金額                          |
| 競走条件                   | 競走条件                   | 競走条件                   | 2019年春季以降                      | 2014年夏季〜2018年秋季              | 2014年春季まで                      |
| -------------------------- | -------------------------- | -------------------------- | ----------------------------------- | ----------------------------------- | ----------------------------------- |
| 新馬・未勝利               | 新馬・未勝利               | 新馬・未勝利               | 400万円                             | 400万円                             | 400万円                             |
| 1勝クラス（500万円以下）   | 1勝クラス（500万円以下）   | 1勝クラス（500万円以下）   | 500万円                             | 500万円                             | 500万円                             |
| 2勝クラス（1,000万円以下） | 2勝クラス（1,000万円以下） | 2勝クラス（1,000万円以下） | 600万円                             | 600万円                             | 600万円                             |
| 3勝クラス（1,600万円以下） | 3勝クラス（1,600万円以下） | 3勝クラス（1,600万円以下） | 900万円                             | 900万円                             | 900万円                             |
| オープン （重賞競走除く）  | 2歳戦                      | リステッド競走             | 800万円                             | （未導入）                          | （未導入）                          |
| オープン （重賞競走除く）  | 2歳戦                      | （九州産馬 限定2歳戦）     | 500万円                             | 700万円                             | 1着賞金の半額 （10万円未満切捨）    |
| オープン （重賞競走除く）  | 2歳戦                      | 上記以外                   | 600万円                             | 800万円                             | 1着賞金の半額 （10万円未満切捨）    |
| オープン （重賞競走除く）  | 3歳戦                      | リステッド競走             | 1200万円                            | （未導入）                          | （未導入）                          |
| オープン （重賞競走除く）  | 3歳戦                      | 上記以外                   | 1000万円                            | 1000万円                            | 1着賞金の半額 （10万円未満切捨）    |
| オープン （重賞競走除く）  | 古馬混合戦                 | リステッド競走             | 1400万円                            | （未導入）                          | （未導入）                          |
| オープン （重賞競走除く）  | 古馬混合戦                 | 上記以外                   | 1200万円                            | 1200万円                            | 1着賞金の半額 （10万円未満切捨）    |
| 重賞競走                   | 重賞競走                   | 重賞競走                   | 1・2着賞金の半額 （10万円未満切捨） | 1・2着賞金の半額 （10万円未満切捨） | 1・2着賞金の半額 （10万円未満切捨） |

###### 地方競馬・海外競馬
| 競走条件                             | 競走条件                             | 収得賞金額                      |
| ------------------------------------ | ------------------------------------ | ------------------------------- |
| 1着賞金10万円未満の競走              | 1着賞金10万円未満の競走              | 10万円                          |
| 1着賞金10万円以上400万円未満の競走   | 1着賞金10万円以上400万円未満の競走   | 全額（10万円未満切捨）          |
| 1着賞金400万円以上1200万円未満の競走 | 1着賞金400万円以上1200万円未満の競走 | 400万円                         |
| 1着賞金1200万円以上の競走            | 1着賞金1200万円以上の競走            | 1着賞金の半額（10万円未満切捨） |
| 重賞競走（2着賞金）                  | 2着賞金100万円未満の競走             | 加算せず                        |
| 重賞競走（2着賞金）                  | 2着賞金100万円以上160万円未満の競走  | 全額（10万円未満切捨）          |
| 重賞競走（2着賞金）                  | 2着賞金160万円以上480万円未満の競走  | 160万円                         |
| 重賞競走（2着賞金）                  | 2着賞金480万円以上の競走             | 2着賞金の半額（10万円未満切捨） |

##### 障害競走
| 競走条件                  | 競走条件 | 収得賞金額                          | 収得賞金額                          |
| 競走条件                  | 競走条件 | 2014年夏季以降                      | 2014年春季まで                      |
| ------------------------- | -------- | ----------------------------------- | ----------------------------------- |
| 未勝利                    | 未勝利   | 400万円                             | 400万円                             |
| オープン （重賞競走除く） | 一般競走 | 600万円                             | 1着賞金の半額 （10万円未満切捨）    |
| オープン （重賞競走除く） | 特別競走 | 750万円                             | 1着賞金の半額 （10万円未満切捨）    |
| 重賞競走                  | 重賞競走 | 1・2着賞金の半額 （10万円未満切捨） | 1・2着賞金の半額 （10万円未満切捨） |

2014年夏季開催開始時に微細な変更が行われ、グレードのつかない平地のオープン競走においては条件戦と同様に収得賞金が固定化された。上記の表の通り、平地オープン競走においては出走資格（馬齢・馬産地による出走制限）を基準に区分され、競走毎に賞金が異なっていても収得賞金は変わらなくなった。なお障害オープン競走においてもレースの種類（一般戦・特別戦）を基準に区分されるようになったが、障害競走における賞金は競走条件毎に統一されており（一般オープン競走の1着賞金1200万円・収得賞金600万円、特別オープン競走の1着賞金1500万円・収得賞金750万円）、加算される収得賞金は実質的に従来と変更は無い。
なお新馬戦、未勝利戦、条件戦で1着馬が同着になった場合には、同着になった全ての競走馬に対して上記の収得賞金額を加算する。重賞競走を除くオープン競走では1着賞金を同着となった頭数で均等割りしその半額を加算し、重賞競走（地方競馬のダートグレード競走・外国の重賞競走を含む）では1着が同着の場合は1着賞金および2着賞金の合計を同着となった頭数で均等割りし半額を加算する（2着同着の場合は2着賞金を均等割りの上半額加算。
2005年までは例えば500万下なら「3歳500万下・4歳以上1000万下（明け4歳以後は「4歳500万下・5歳以上1000万下」）」という区分で、1000万下なら「3歳1000万下・4歳以上2000万下（明け4歳以後は「4歳1000万下・5歳以上2000万下」）」という区分になっており、4歳の降級時期も特定の時期・開催から一斉に行われていたわけでなく、6月の北海道開催のみ先に降級を適用し、それ以外の開催は7月の新潟・小倉開催から降級が適用されていた。2006年〜2019年春季までは4歳馬が夏季開催を迎えた時点でその時点での収得賞金が半額となった。ただし半額になるのは4歳馬が夏季開催を迎えた時点の1度きりであり、以後に獲得した収得賞金が半額になることはない。なお、2006年夏季開催においては新ルールへの移行に伴い4歳以上の全競走馬に対してその時点での収得賞金を半額にする措置、所謂「降級制度」を行っていたが、2019年度からは降級制度は廃止された。
また、2019年度春季開催より競走体系および生産の指標として、グレード競走に次ぐ重要な競走であることを明示するためのリステッド競走が追加された。リステッド競走はレース名称の後に"（L）"を付与して表記される。

#### 2006年春季開催までの収得賞金の計算方法
JRAでは重賞以外の競走では1着、重賞競走（ダートグレード競走および外国の重賞競走を含む）では1着、2着に入賞して獲得した賞金をもとに下記の方式で算出した金額（収得賞金）によってクラス分けを実施している。2006年の春季開催までは「勝って同条件」が存在していた関係上、勝抜制が廃止された1989年以後の条件クラスのレースはハンデ戦を除き全て別定戦で行われており、勝って同条件の馬は別定斤量が1〜2kg増される条件であった（1kg増は平場1着⇒同条件平場出走および特別1着⇒同条件特別出走の馬が対象で、2kg増は特別1着⇒同条件平場出走の馬が対象。ただし、加増は勝利後中3週以内に出走した場合に限る）。
| 施行日                        | 施行日                        | 1着入着時                  | 1着入着時      | 重賞の2着入着時        | 重賞の2着入着時 |
| 施行日                        | 施行日                        | 獲得賞金額                 | 収得賞金加算額 | 獲得賞金額             | 収得賞金加算額  |
| ----------------------------- | ----------------------------- | -------------------------- | -------------- | ---------------------- | --------------- |
| 1995年1月1日 - 2000年12月31日 | 1995年1月1日 - 2000年12月31日 | 1,200万円以上              | 半額           | 480万円以上            | 半額            |
| 1995年1月1日 - 2000年12月31日 | 1995年1月1日 - 2000年12月31日 | 400万円以上1200万円未満    | 400万円        | 160万円以上480万円未満 | 160万円         |
| 1995年1月1日 - 2000年12月31日 | 1995年1月1日 - 2000年12月31日 | 400万円未満                | 全額           | 160万円未満            | 全額            |
| 2001年1月1日以降              | 一般競走                      | 1,200万円以上              | 半額           | -                      | -               |
| 2001年1月1日以降              | 一般競走                      | 1,000万円以上1,200万円未満 | 600万円        | -                      | -               |
| 2001年1月1日以降              | 一般競走                      | 400万円以上1,000万円未満   | 400万円        | -                      | -               |
| 2001年1月1日以降              | 一般競走                      | 400万円未満                | 全額           | -                      | -               |
| 2001年1月1日以降              | 特別競走                      | 1,500万円以上              | 半額           | 480万円以上            | 半額            |
| 2001年1月1日以降              | 特別競走                      | 1,200万円以上1,500万円未満 | 600万円        | 160万円以上480万円未満 | 160万円         |
| 2001年1月1日以降              | 特別競走                      | 400万円以上1,200万円未満   | 400万円        | 160万円未満            | 全額            |
| 2001年1月1日以降              | 特別競走                      | 400万円未満                | 全額           |                        |                 |

1着賞金（重賞は2着も）に対して収得賞金が定められるため、同着などにより賞金額が変更となった場合には、同着がなかったときと比べ、加算される本金額も変更される（海外競走では一部異なる）。
額が一般競走と特別競走で異なるのは、同一クラスの競走は同じ金額となるように調整をしたためである。
- 未勝利クラス…400万円
- 500万円下クラスの一般競走ないし特別競走…400万円
- 1,000万円下クラスの一般競走ないし特別競走…600万円
- 1,600万円下クラス、オープンクラス、重賞レース…1着賞金の半額
- 障害未勝利…400万円
- 障害オープンの一般競走ないし特別競走、障害重賞…1着賞金の半額

地方競馬所属馬がJRAの競走に出走し1着（または重賞2着以内）になった場合
- JRA所属馬と同様に収得賞金を加算

JRA所属馬が地方競馬または外国の競馬の重賞競走に出走し1着または2着となった場合
- 地方または外国の競馬の第1着賞金が400万円未満の場合は全額、400万円以上1,200万円未満の場合は400万円、1,200万円以上の場合は半額
- 地方または外国の競馬の第2着賞金が160万円未満の場合は全額、160万円以上480万円未満の場合は160万円、480万円以上の場合は半額

JRA所属馬が地方競馬の指定交流競走（重賞を除く）に出走し1着となった場合
- 未勝利クラス所属馬が出走できる競走で勝った場合…400万円
- 500万円下クラス所属馬が出走できる競走で勝った場合…500万円
- 1000万円下クラス所属馬が出走できる競走で勝った場合…600万円
- 1600万円下クラス所属馬が出走できる競走で勝った場合…900万円
- オープンクラス所属馬が出走できる競走で勝った場合…1,200万円

### 賞金
JRAのレースでは2着馬には1着馬の賞金の40%、3着馬には同25%、4着馬には同15%、5着には同10%の賞金額が設定されている。また、6 - 10着の馬にも1着馬賞金の7 - 2%の出走奨励金が出る（ただし9 - 10着には出走奨励金が出ない場合がある）。

#### 同着となった場合の賞金
同着の場合にはその着順から同着となった馬の頭数に相当する着順までの賞金を合計し、頭数で割った金額が賞金となる。一例として、1着が2頭同着の場合は1着と2着の賞金を合算して、2で割った額が当該着順の賞金となる。

#### 賞金の配分
中央競馬の競走での獲得賞金は配分が決まっており80%をその馬が保有する馬主、10%をその馬の管理する調教師、残りは5%ずつを厩務員（調教助手含む）と騎手に割り当てる。よって1着の優勝賞金が8,000万円だとすれば6,400万円が馬主、800万円が調教師、残りの400万円ずつを厩務員と騎手が取得するということとなる。

## 地方競馬
地方競馬の場合、これまでは主催者ごとにルールが異なっていたが2010年4月以降は全ての地方競馬で呼称は統一することが発表されている。以下でこれまでの代表例とともに挙げて論じることとする。

### 競走条件区分
- 2010年3月まで

競走条件区分は年単位で番組賞金額によって定められている地域と開催毎、月毎、季節毎に基準額が変動する地域など様々である。クラス付けは基本的にアルファベットの若い順、次いで数字（アラビア数字・ローマ数字）の若い順が上位となる。殆どの地域はA・B・Cまでだがホッカイドウ競馬はD、高知競馬はGまで用いていた。
- 2010年4月より

クラス付けの大区分が全国統一のA・B・Cの3つになる。ただし競馬場毎に格付けの基準が変わるのは今までと変わらない。なお大区分の基準はA・B・Cで約1:2:7とすることを目指すとしている。

### 番組賞金（地方競馬）
地方競馬のクラス編成は番組賞金と呼ばれる値で決定される。ただし番組賞金額の算出方法やクラス編成は主催者によってさまざまである。前々週の最終日終了時点の番組賞金額でクラス分け・出走優先順位が決定される。地方競馬では5着以内に入るとその賞金額に応じて番組賞金額が加算されることが多い。したがって、未勝利でも上位入賞が多いと賞金が加算されてクラスが上がる。また総賞金額と馬齢、賞金獲得時期が加味されることもある。

### 格付け方法

#### ばんえい競馬
格付けは「帯広市ばんえい競馬番組編成要領」（2011年度 (PDF) ・2012年度 (PDF) ・2013年度 (PDF) ・2014年度 (PDF) ）で定められている。
原則として、開催中の年度から数えて3つ前の年度当初を起点とした総収得賞金（通算収得賞金）でクラスを決定する（例えば2018年度のクラス分けは、2015年度の当初からの賞金で計算する）。また、クラス分けの基準額は年度ごとに変更される。
以下の馬齢表記はいずれも開催年度当初基準であり、年度のうち年明け（1月から3月）は馬齢を1つ上のもので読み替える。
格付けは2歳馬と3歳以上馬で分かれている。
2歳
本年度収得賞金順に格付けする。
3歳以上
通算収得賞金に基づきクラス分けする。基準額は以下の通り（2018年度現在）：オープン（450万円以上）・A1（450万円未満）・A2（350万円未満）・B1（290万円未満）・B2（230万円未満）・B3（180万円未満）・B4（140万円未満）・C1（100万円未満）・C2（50万円未満）
- ただしC1・C2は3・4歳馬のみの格付けで、5歳以上の馬は最低でもB4となる。
- 他主催者でも、最上位クラスであるA級・A1級1組を含む競走のクラスを「オープン」という言い方をする場合はあるものの、ばんえい競馬の「オープン」はA1よりもさらに上の級として存在している。

#### ホッカイドウ競馬
格付けは北海道地方競馬番組編成要領 (PDF) （2013年度）によって定められる。
3歳以上の馬で冬季休催期間中に他地区へ一時移籍して出走したホッカイドウ競馬所属馬が翌年の開幕前に再度ホッカイドウ競馬へ戻ってきた場合は「再転入馬」、冬季休催期間中に出走がなかった場合など、最終出走が前年以前だった馬は「経歴馬」（このうち、初出走以降ホッカイドウ競馬に継続出走している馬は「限定経歴馬」と定めている）、JRAや他地区から転入した馬で、過去にホッカイドウ競馬での出走歴がない馬は「転入馬」として区別されている。
格付けには番組賞金が用いられる。この計算方法は各馬齢により異なるほか、JRAや他地区で獲得した賞金も算入する（JRAの障害競走など、算入しないものも一部ある）。また、他地区からの転入馬は計算式が別になっており、各馬の番組賞金計算は煩雑になる。

##### 2歳馬
番組賞金により、1・2・3・4、新馬、認定未勝利、未勝利の7段階に分かれている。
2歳未勝利馬が転入してきた場合の当初格付では、番組賞金を0円として取り扱うこととされている。

##### 3歳馬
番組賞金別に1・2・3・4、未勝利と区分され、全部で5段階となっている。
経歴馬（再転入馬を含む）、未出走馬、転入馬（過去にJRAでの登録がない馬のみ）はまず3歳条件に格付けされ、その後以下の条件（2013年度）を満たした馬は一般馬に格付けされる。
- 開幕 - 第2回開催終了まで：400万円を超える馬が1着となった場合
- 第2回開催終了時：400万円を超えている場合
- 第3回開催 - 第4回開催終了まで：250万円を超える馬が1着となった場合
- 第4回開催終了後：すべての3歳馬

##### 3歳以上（一般馬）
A級・B級・C級がそれぞれ番組賞金により4段階に細分化され、12のクラスに分かれている。
上記の3歳条件に格付けされている馬は含まない。

#### 岩手競馬
古馬（3歳時8月以降）に関してはA, B1,B2,C1,C2の5クラスである。他地区と異なり、明確な昇級賞金額が設定されていない相対クラス制を導入している。春のシーズン開始時に、在籍馬は15戦、移籍馬は20戦前までの収得賞金を基に、おおむねA〜Cが1:2:7になるように格付けされる。シーズン中はこの時計算した収得賞金は消えずに、シーズン中の賞金を加算しながら昇降を行う。

#### 南関東公営競馬
2014年1月より格付基準や競馬番組が一部変更されているため、その変更点も示す。
2歳馬はクラスに分類されず、競走も2歳馬同士のみで編成される。
3歳以上の馬に関してはA1, A2, B1, B2, B3, C1, C2, C3の8クラスに分類される（2014年1月の改定前は「A3」も存在した）。これは半年ごと（1 - 6月、7 - 12月）に表を用いて分類される。ただしクラスに分類されない未格付け馬（略して未格馬とも）も存在する。3歳1月以降、番組賞金額の多い馬より指定された月にクラスに分類されていき、4歳1月の段階で全ての馬がいずれかのクラスに分類される。未格付け馬については、同一馬齢の未格付け馬同士での競走が編成される。2014年1月の制度改定後は未格付け馬は3歳馬しか存在しないものの、それ以前は全馬がクラスに分類されるのは4歳4月からであり、4歳の未格付け馬も存在していた。
予備投票の段階で同一クラスの出走馬が多い場合、番組賞金順に応じて漢数字を用いたC1一組、C1二組と細分化する。漢数字はあくまでも同じクラス内を上から順番に並べているだけなので、開催によっては同じ「C2五組」でも番組賞金が多い場合も少ない場合もある（ただしC2のクラスの賞金内であることは明らか）。未格付け馬はアラビア数字を用いて「3歳1組」などと分類する。
新馬などのように番組賞金が同一で順番に並べない場合や近年では前後のクラスを統合し、距離適性にあった競走に出走させるべく多くの馬を1つの分類としてまとめた際にはいろはを用いて「C1二・三組（イ）」などの競走が設けられる。
A2以下における中央競馬との交流競走は、4歳（3歳）以上が「南関東A2, B1と中央2勝クラス」、「南関東B2, B3と中央1勝クラス」で、3歳が概ね6月まで「南関東未格付け馬と中央未勝利馬」、概ね7月以降「南関東C1下（未格付け馬を含む）と中央未勝利馬」で行われている。
なお、南関東では番組賞金の加算時期について、翌開催終了後という決まりがあり、当該開催中の競走で第1着を取った馬が、翌週に他地区（大井を除く）で行われる開催に出走する場合、JRAでは前述の通り1988年限りで廃止された『勝ち得』が適用されることがある。「前走1着で昇級予定もしくは未格付を抜ける予定の馬が昇級前のクラスに出走する場合は前走特別勝ち馬で+2kg、前走平場勝ち馬で+1kg。ただし、前走は南関他地区を含む1開催前までが対象」である。大井競馬場以外の3つの競馬場に所属する一部の調教師は管理馬に連闘をかけさせるケースもあるが、前走を勝って翌週も連闘というのは21世紀になってからはほとんど見られなくなってきている。

#### 東海公営競馬（名古屋・笠松）
古馬（3歳時11月以降）に関してはA, B, Cの3クラスであり、2・3歳馬に関しては馬齢のみ。2・3歳馬は、番組賞金が250万円に達すると古馬の格付けがなされる。

#### 金沢競馬
古馬はA1, A2, B1, B2, C1, C2の6クラス、3歳馬はA, Bの2クラスで、2歳馬は馬齢のみ。3歳馬は第4回開催以降番組賞金が200万円に達すると古馬の格付けがなされ、第13回開催以降はすべて古馬のクラスに編入される。2歳馬は番組賞金が600万円に達すると古馬の格付けがなされる。
番組賞金の計算は、開催年度の前々年1月以降が対象となる。金沢競馬独自のルールとして、冬期休業期間（1月～3月上旬）に他場へ短期移籍の上出走して得た賞金は、翌年度以降の賞金計算において全額除外される。

#### 兵庫県競馬（園田・姫路）
古馬に関してはA1, A2, B1, B2, C1, C2, C3の7クラス、3歳馬に関してはA, B, C1, C2の4クラスに分類され格付けは他の主催者のように番組賞金額ではなく「ポイント」で決定する方法を採っている。ポイントは5着以内に入るとそれぞれの着に応じたポイントがもらえ一定のポイントに達すると昇級できるが、逆に格付修正時に同一クラスでの近3走の着順合計の多い順に降級（ポイントは次走1着で昇級となるポイントに減点）となる。

#### 高知競馬
古馬（3歳時10月以降）に関してはA, B, C1, C2, C3上, C3下の6クラスであり、2・3歳馬に関しては馬齢のみ。計算に使用する獲得賞金は、4〜9月に開催初日となる場合は前々年の4月以降、10〜3月に開催初日となる場合は前々年10月以降の賞金のみが対象となるため、それ以前の獲得賞金についてはクラス分けに全く関係しない。また2・3歳馬は、番組賞金が100万円に達すると古馬の格付けがなされる。

#### 佐賀競馬
古馬に関してはA1, A2, B, C1, C2の5クラス。2・3歳馬に関しては馬齢。ただし、3歳馬は3歳4月以降に番組賞金が200万円に達した場合格付けがなされる。また3歳馬戦は概ね9月末まで施行され、それ以降は古馬の格付けとなる。